# 双月之城
双月之城（Twin Moons）是中國2016年的電腦3D動畫，上海龙沧文化创意公司製作，採用MAYA Polygon技術繪製的高解析動畫。

## 劇情
2095年一個大型小行星2095TA被發現從太空向地球撞來，2103年中國科學家俞蒼海博士在聯合國發布九天覽月計畫，派遣太空船隊登陸2095TA建造核融合推進器，不但改變小行星方向避免撞擊還讓該星納入地球衛星成為礦產來源。2115年船隊登陸，2121年計畫成功，地球新衛星命名玄月，舊月球命名素月。
隨後成立的MDP(玄月開發局)卻於2143年與地球在誤解下爆發戰爭，據信內幕是多派勢力對星上某種資源的爭奪結果連串計謀失控。戰後人類99.16%死亡，地球大氣電離化無法居住，殘存人類居於兩月球上，成為兩個冷戰國家，2200年人口有所復興冷戰也持續了四十六年，雙方都有人提議签订“双月和平协议”，然而素月「地球复兴会」購買的素月軍退役星艦光复十一号卻在潛入作戰時誤中陷阱，被核動力無人軍事衛星OWS-39MKI自爆捲入，新事件又在暗處蠢動。

## 播出平台
| 頻道          | 地區 | 播映日期      | 播出時間  |
| ------------- | ---- | ------------- | --------- |
| 樂視網        | 全球 | 2016年3月3日  | 周五 一集 |
| 搜狐視頻      | 全球 | 2016年4月21日 | 周三 一集 |
| 爱奇艺vip频道 | 全球 | 2016年3月27日 | 周五 一集 |